# Cinéma-Cinéma
 (juillet 2025).
Pour plus de détails, voir Fiche technique et Distribution.
Cinéma-Cinéma est un film français de court métrage réalisé par Jean-Pierre Lajournade et sorti en 1969.

## Synopsis
Un réalisateur de cinéma subit les exigences de la production et du public qui contredisent sa propre conception d'un film.

## Fiche technique
- Titre : Cinéma-Cinéma
- Réalisation : Jean-Pierre Lajournade
- Scénario : Jean-Pierre Lajournade
- Photographie : Jean-Jacques Renon
- Son : Bernard Ortion
- Montage : Marguerite Renoir
- Production : Les Films de la Pléiade
- Pays d'origine :  France
- Durée : 14 min
- Date de sortie : France - novembre 1969

## Distribution
- Tobias Engel
- Jean-Pierre Lajournade
- Fiammetta Ortega
- Thierry Garrel

## Sélection
- Festival de Berlin 1969